# Natri dichloroisocyanurat
Natri dichloroisocyanurat (INN: natri troclosene, troclosenum natricum hay NaDCC hay SDIC) là một hợp chất hóa học được dùng rộng rãi làm chất tẩy uế và thuốc tẩy có công thức C3Cl2N3NaO3. Nó là một chất rắn màu trắng hoặc không màu, tan trong nước. Ngoài ra còn có dạng đihydrat (51580-86-0 ) cũng như dạng muối kali (2244-21-5 ).

## Sử dụng
Chất này được dùng chủ yếu làm chất tẩy uế, chất sát khuẩn biocide, chất khử mùi công nghiệp và thuốc tẩy. Nó được tìm thấy trong một vài bộ lọc nước hiện đại. Nó có hiệu quả hơn so với halazone, một hệ thống lọc nước được dùng trước kia. Trong những ứng dụng này, nó là nguồn phóng thích chậm chlor ở nồng độ thấp với một tỉ lệ hằng số tương đối. Là một chất tẩy uế, nó dùng để tiệt trùng nước uống, hồ bơi, bộ đồ ăn và không khí, chống lại các bệnh nhiễm khi tẩy uế định kì.
Nó có thể được dùng như một chất tẩy uế hay tiệt trùng có tính chất phòng ngừa trong chăn nuôi gia súc, gia cầm, cá và tằm tơ. Nó còn có thể được dùng để ngăn sợi len bị co lại, tẩy trắng sợi vải và vệ sinh nguồn nước luân chuyển trong công nghiệp.
Trong một thử nghiệm đáng chú ý, dung dịch NaDCC đặc trộn với dung dịch loãng đồng(II) sulfat, tạo ra kết tủa mãnh liệt màu tím hoa cà của muối kép natri tetradichloroisocyanuratocuprat(II). Phản ứng giữa các muối dichloroisocyanurat (Na, K, Li, Ba, Ca) và các muối của kim loại chuyển tiếp (Ni, Cu, Cd) được mô tả trong bằng sáng chế US 3.055.889.
Phản ứng tổng quát là:
CuSO4 + 4Na(C3N3O3Cl2)→ Na2[Cu(C3N3O3Cl2)4] + Na2SO4
Nó dùng để phát huỳnh quang vì nó phát ra ánh sáng đỏ khi bị phân hủy bởi hydro peroxide đặc (130 thể tích, 35%).